# Орден Меджида
Орден Меджида (осман. نشانِ مجیدیه; тур. Nişân-ı Mecidî) — орден в османській імперії. Названий в честь його засновника — султана Абдула-Меджида I, який заснував цей орден у 1852 році. Орденом нагороджували іноземних дипломатів, голів держав, іноземних військовах та багато інших (були і жінки). Скасований у 1922 році.